# Cigányosd
Cigányosd (Țigăneștii de Beiuș), település Romániában, a Partiumban, Bihar megyében.

## Fekvése
Az Erdélyi-szigethegység nyugati lábainál, a Köves-Körös völgyében, Belényestől délkeletre,  Dragánfalva, Körössebes és Kisszedres közt fekvő település.

## Története
Cigányosd nevét 1692-ben említette először oklevél Csigany falua néven.
1808-ban Cziganyest, Cziganyesd, 1888-ban Cziganyesd-Pantasesd-Pakalesd, 1913-ban Cigányosd néven írták.
Cigányosd, Czigányfalva birtokosai a 18. század második és a 19. század első felében a Ferdényi, gróf Batthyány, gróf Zichy, Lakatos és Petrás családok voltak, a 20. század elején pedig gróf Zichy Jenő volt a nagyobb birtokosa.
1910-ben 460 lakosából 5 magyar, 455 román volt. Ebből 12 görögkatolikus, 443 görögkeleti ortodox, 5 izraelita volt.
A trianoni békeszerződés előtt Bihar vármegye Belényesi járásához tartozott.

## Nevezetességek
- Görög keleti temploma - 1600 körül épült.

## Források

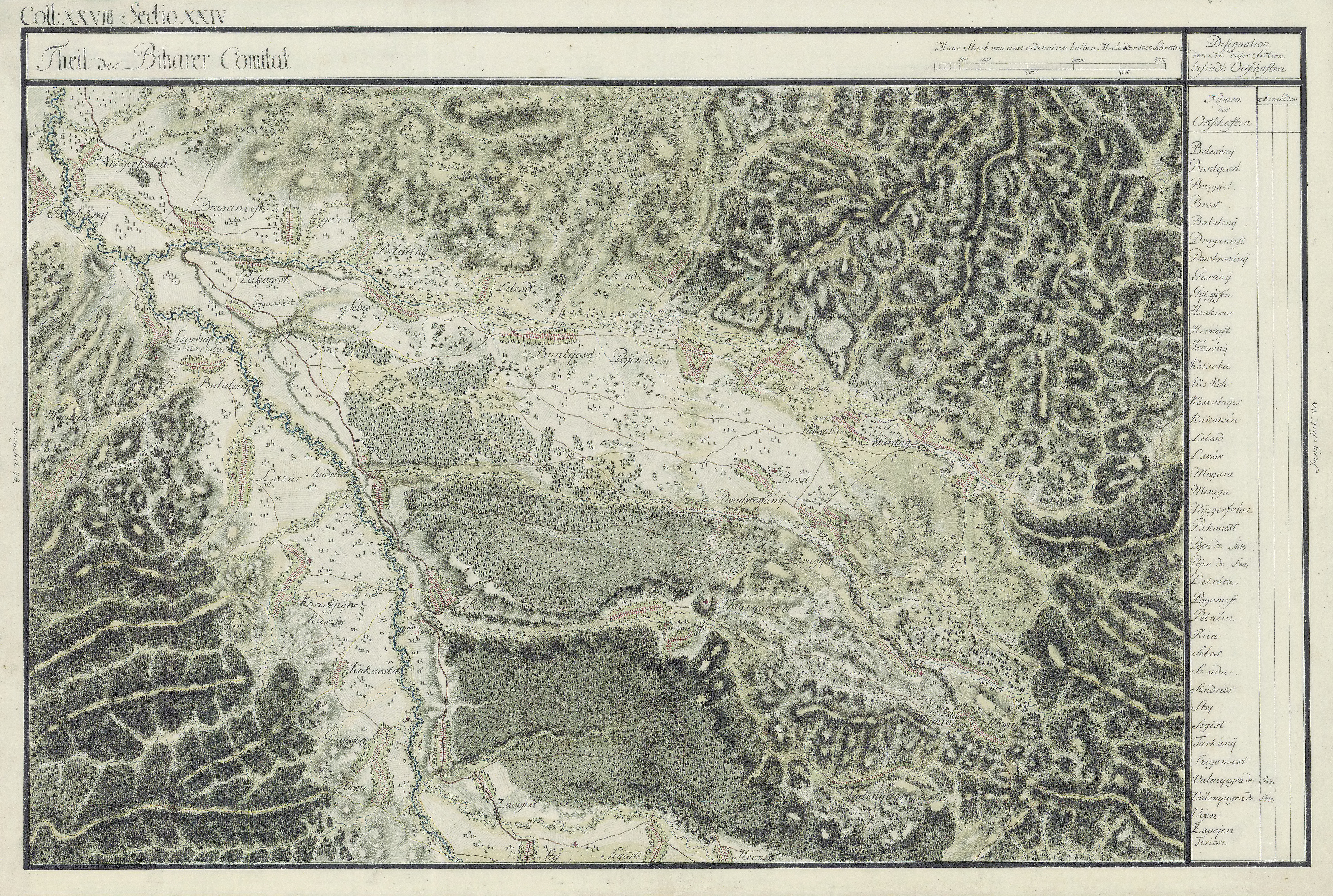
Cigányosd egy régi térképen